# Maria Joseph Weber

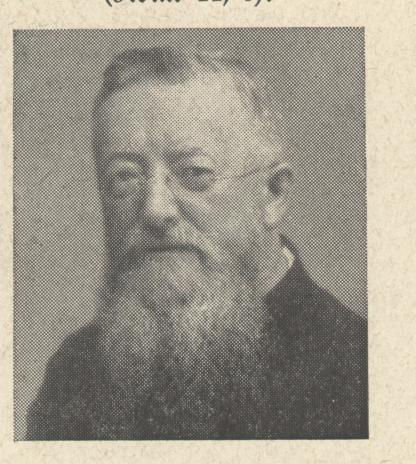
Pater Maria Joseph Weber (1938)

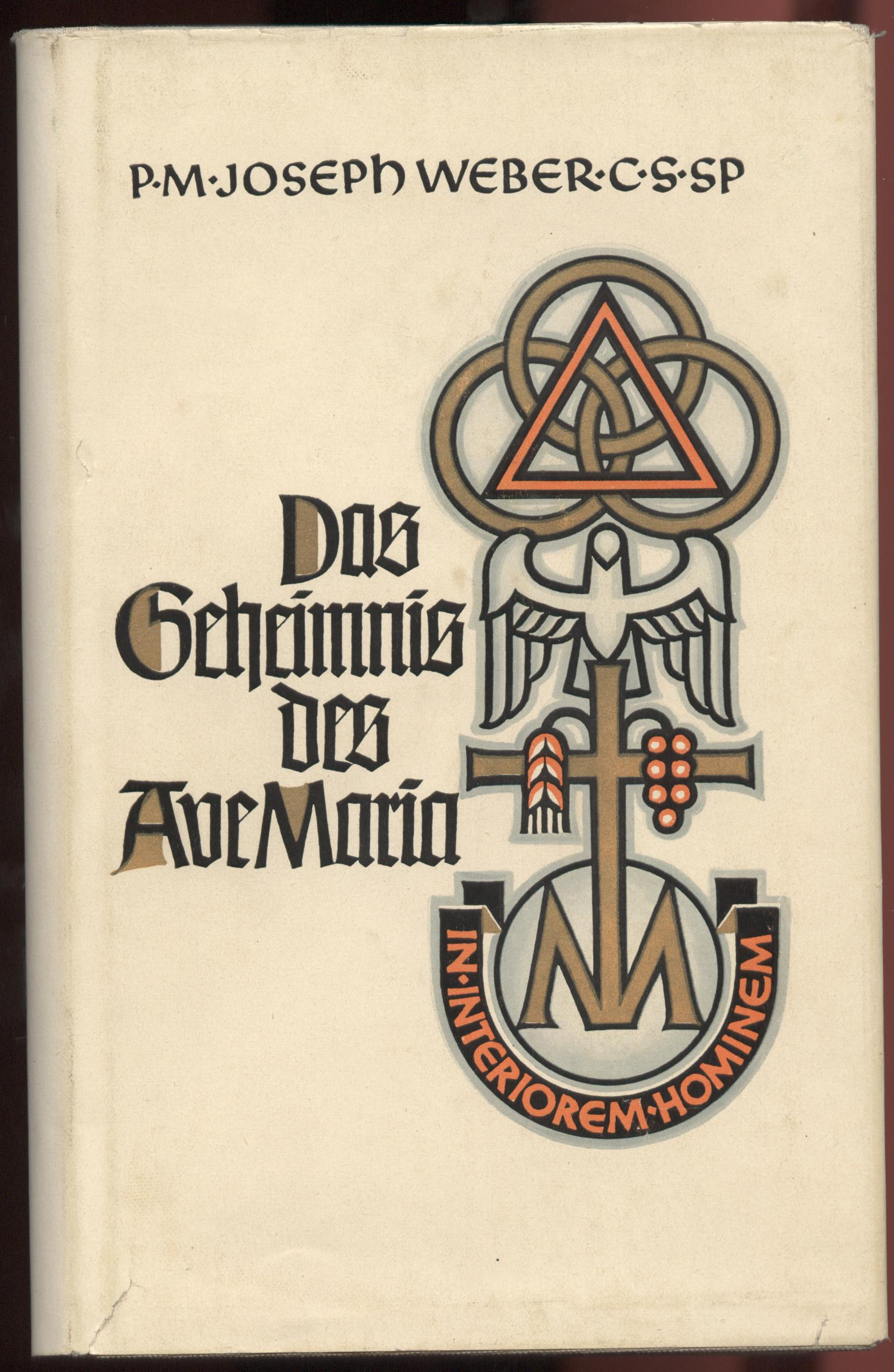
Eines der beiden Hauptwerke von Pater Maria Joseph Weber

Maria Joseph Weber  CSSp (* 3. Januar 1887 in Metz, Lothringen; † 5. Januar 1949 in Speyer) war Priester im Bistum Speyer, Spiritanerpater und 25 Jahre lang Oberer des Missionskonviktes St. Guido in Speyer; zusätzlich Seelsorger der Speyerer Expositur St. Guido, bekannter Volksmissionar, Prediger und Schriftsteller.

## Hintergrund
Auf dem Weidenberg in Speyer befand sich seit dem Mittelalter eines der vier großen geistlichen Stifte der Stadt. Jahrhundertelang wurden hier Reliquien des heiligen Guido von Pomposa verehrt; ab 1922 erhielten Spiritanerpatres im Konvikt St. Guido zu Speyer ihre Ausbildung für den missionarischen Einsatz in aller Welt.
Kaiser Konrad II. gründete um das Jahr 1030, zeitgleich mit der Errichtung des Speyerer Domes und des Klosters Limburg, auf dem Speyerer Weidenberg das Stift St. Johannes Evangelist. Dessen zweitürmige Kirche gehörte mit 75 Metern Länge zu den größten der Stadt. 1047 ließ Kaiser Heinrich III. die Gebeine des heiligen Abtes Guido von Pomposa aus Oberitalien in das Stift übertragen, das seitdem St. Guido-Stift genannt wurde. 1689 zerstörten die Franzosen die Kirche. Nach dem Wiederaufbau stürzte 1754 einer der Türme ein, 1794 wurde das Stift von den Revolutionstruppen erneut geplündert. 1822 fiel der letzte Turm der Spitzhacke zum Opfer, bevor im Jahr 1839 ein Brand den Rest der Kirche vernichtete.
Die Reliquien des heiligen Guido waren zu diesem Zeitpunkt allerdings schon lange nicht mehr dort. Die Revolutionssoldaten, die 1794 das Stift plünderten, machten auch vor dem Heiligengrab nicht halt. Sie zertrümmerten den Schrein und warfen die Gebeine unter den Hafer, der im Chor der Kirche gelagert war. Ein Magazinarbeiter unterrichtete davon das Kloster St. Magdalena, worauf zwei beherzte Schwestern die Reliquien zusammensuchten und in ihr Kloster in Sicherheit brachten. Dort fanden sie in den Seitenaltären der Klosterkirche eine neue Bleibe.
Einen Neuanfang markierte das Jahr 1922: Damals entstand auf dem Platz des mittelalterlichen St. Guido-Stifts durch den Umbau eines Tabakmagazins das Missionshaus St. Guido. Es diente dem Missionsorden der Spiritanerpatres als Studienanstalt. 1930 kehrte ein Teil der Guido-Reliquien auf den Weidenberg zurück, als Bischof Ludwig Sebastian sie zur 900-Jahr-Feier des Stiftes den Spiritanern für die Kapelle ihres Missionshauses übergab. 60.000 Menschen säumten damals den Prozessionsweg vom Kloster St. Magdalena zum Weidenberg. Die Fa. Siemens hatte dazu ihre erste Lautsprecheranlage entlang der Straßen installiert. Fünf Jahre später weihte Bischof Sebastian die neue St.-Guido-Kirche, die nach Plänen des Landauer Architekten August Joseph Peter gebaut worden war. Sie diente nicht nur als Kirche der Ordensniederlassung, sondern auch einige Jahre als geistliches Zentrum der Expositur St. Guido, einer seelsorglichen Nebenstelle der Pfarrei St. Joseph.
Ausbleibender Ordensnachwuchs zwang die Spiritaner 1991 zur Aufgabe ihres Missionshauses. Neue Eigentümerin wurde die Diözese Speyer, die einen Teil des Klosters bis Herbst 1996 als Übergangswohnheim für Asylsuchende nutzte. Die St.-Guido-Kirche wurde geschlossen; die Patres wechselten in das nahe gelegene Pfarrhaus von St. Bernhard. Anfang 1999 schließlich verkaufte die Diözese den Gebäudekomplex an die Gemeinnützige Wohnungsbau- und Siedlungs GmbH (GEWO) Speyer. Zwei Jahre später zog das Straßen- und Verkehrsamt der Stadt in das ehemalige Konviktsgebäude ein.
Die Reliquien des heiligen Guido fanden an zwei herausragenden Stätten eine neue Heimat: Während ein Teil der Überreste in die Reliquienkapelle des Speyerer Domes überwechselte, kehrte eine Reliquie zur großen Freude der italienischen Katholiken im November 2000 nach Pomposa zurück und wird seither in der dortigen Abteikirche aufbewahrt.

## Pater Maria Joseph Weber

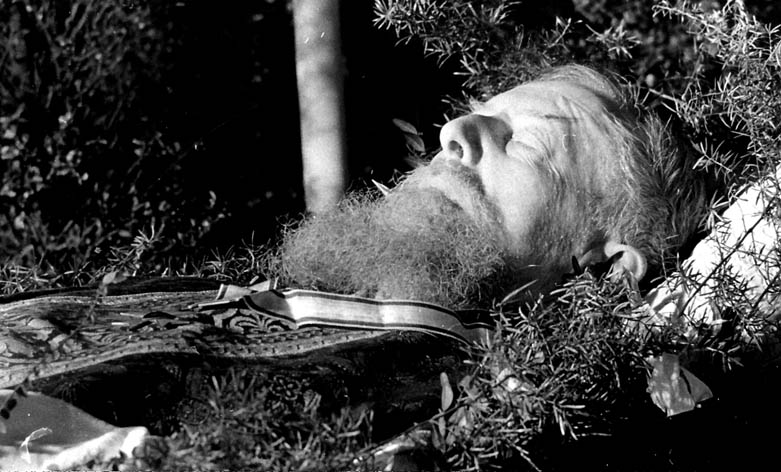
Pater Maria Joseph Weber, aufgebahrt als Toter.

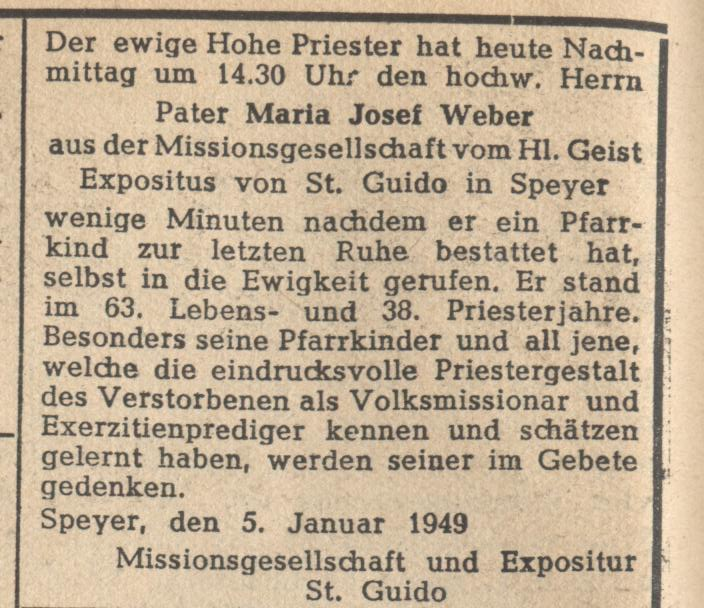
Pater Maria Joseph Weber, Todesanzeige, Der Pilger.

Pater Maria Joseph Weber wurde in Metz als Sohn pfälzischer Eltern aus dem Bistum Speyer geboren, trat zu Knechtsteden in den Spiritanerorden (Missionsgesellschaft vom Hl. Geist) ein und wurde am 1. Oktober 1911 in der dortigen deutschen Hauptniederlassung des Ordens zum Priester geweiht.

Zunächst wirkte der junge Priester als Lehrer und Direktor der Missionsschüler in Broich, ab 1919 betätigte er sich als Volksmissionar in Heimbach. Am 14. Juli 1924 wurde Pater Weber Superior (Oberer) des 1922 gegründeten Speyerer Missionshauses St. Guido. Dies war sein "eigentliches Lebenswerk", wie der Nachruf konstatiert. Der Name des bekannten, langjährigen Superiors des renommierten Instituts, bleibt für alle Zeit untrennbar mit ihm und mit Speyer verbunden. Superior Weber selbst berichtete 1930 im Bistumsblatt „Der Pilger“ über die Entstehung seines Missionskonviktes, in der Tradition des alten St. Guidostiftes:

„Durch das französische Konkordat von 1801 fand das alte Stift sein Ende. Die Kirche mit der anstoßenden Wohnung des Dechanten wurde als Krappmühle benutzt. Krapp ist eine Pflanze, aus der roter Farbstoff gewonnen wurde, u. a. für die französischen Rothosen. Im Jahre 1822 wurde der letzte Turm abgetragen. Als 1839 ein Brand alles vernichtet hatte, wurde aus den Steinen der Kirche ein 71 m langes und 15 m breites Gebäude errichtet. Zunächst diente es als Krappdörre, später - als man statt der natürlichen, künstliche Farbstoffe herstellte - als Tabakmagazin. In die Mauern wurde eine Anzahl gotischer Gewölbeschlußsteine eingelassen, der Boden war mit Grabsteinen belegt, die sich in der Kirche und im Kreuzgang vorfanden. Damit schien das Ende des Weidenberges besiegelt zu sein. Neues Interesse wurde wach, als 1909 der Kirchenbauverein der St. Josephspfarrei das alte Tabaksmagazin ankaufte, um daselbst Gottesdienst für die geplante, dritte Pfarrei Speyers einzurichten. Diesen Bedürfnissen wurde nach langen Verhandlungen Rechnung getragen, als 1921 die Missionare vom Hl. Geist das Gebäude übernahmen und dort ein Missionskonvikt eröffneten. Durch das hohe Wohlwollen Seiner Bischöflichen Gnaden, Dr. Ludwig Sebastian, seines damaligen Generalvikars des verehrten Prälaten Molz und des gesamten Domkapitels kam 1922 das Tabakmagazin auf dem Weidenberg in den Besitz der Missionare vom Hl. Geist. Wie recht und billig, stellten sie die Neugründung unter den Schutz des Hl. Guido, dessen Gebeine beinahe 800 Jahre an dieser Stelle geruht hatten. Es galt noch, das Ganze zu einem Missionshaus, zu einer Ausbildungsstätte künftiger Missionare umzubauen. Pater Ritter begann am 14. Mai 1922 mit dem Ausbau des südlichen Teils. Fleißige Ordensbrüder förderten trotz der schweren Zeit die Arbeiten so sehr, daß der H.H. Bischof bereits am 19. Dezember des gleichen Jahres die Kapelle einweihen konnte. Pater Superior Lehleiter sah Ostern 1923 die erste Schar Pfälzer Buben das neue Haus bevölkern; eine schwere Krankheit zwang ihn aber, die Last der Leitung auf kräftigere Schultern zu legen. Nachdem Pater Klein vom November 1923 bis Juli 1924 stellvertretend die Führung der Anstalt übernommen hatte, wurde am 14. Juli der jetzige Superior Pater Joseph Weber, ein Pfälzer Kind, zum Oberen des Missionshauses St. Guido ernannt.“

 Unter Pater Webers Leitung kehrten die Guido-Reliquien 1930 in die Institutskirche zurück. 1935 ließ er ein neues Gotteshaus erbauen, entsprechend der Bedeutung, welche die Reliquien des Stadtpatrons für Speyer hatten. Nach staatlich verfügter Schließung des Missionskonvikts wirkte Pater Weber als Volksmissionar und Exerzitienmeister im Bistum. Ab 1. Oktober 1940 wurde die Spiritaner-Institutskirche St. Guido eine Expositur (Außenstelle) der Speyerer Pfarrei St. Joseph. Pater Maria Joseph Weber, erhielt zu seinem Ordensamt nun auch zusätzlich eine offizielle Anstellung als Expositus (Seelsorger) der Diözese Speyer, zuständig für die Kirchengemeinde St. Guido. 1944 wurden Kirche und Missionshaus bei einem Fliegerangriff schwer beschädigt. Nach der NS-Zeit konnte das Institut wieder öffnen und Pater Maria Joseph Weber übernahm erneut die Stelle des Leiters. Während des Krieges hatte sich bei ihm ein schweres Zuckerleiden eingestellt. Ordens- und Seelsorgeamt als Expositus der Diözese behielt Pater Weber bei, bis zu seinem Tod, am 5. Januar 1949, in Speyer. Die Todesumstände Pater Webers sind recht tragisch. Er starb am plötzlichen Herztod, in der Leichenhalle. Gerade hatte er eine Gemeindeangehörige beerdigt und wollte in der Sakristei Stola und Chorrock ablegen, als er tot zu Boden sank. Der Pilger, Nr. 3, 1949, widmet Pater Maria Joseph Weber einen ausführlichen, ehrenden Nachruf. Dort heißt es u. a.:„Seeleneifer, Tatkraft, Liebe zu seinem Orden und hohen Berufe formten seine Persönlichkeit, verbunden mit wahrer Herzensgüte und einem tiefen Verständnis für die sozialen Verhältnisse – Im ewigen Gedächtnis lebt der Gerechte!“

Pater Maria Joseph Weber war eine sehr markante und deutschlandweit bekannte Priestergestalt, außerdem ein bekannter religiöser Autor. Neben vielen Klein- und Gelegenheitsschriften sind seine beiden Hauptwerke: „Das Geheimnis des Ave Maria“ (374 Seiten) und „Die Aufgabe Mariens in unserem Seelenleben“. Das erste Buch, erschienen 1939, wurde im Pilger vom Hauptschriftleiter Nikolaus Lauer und vom Direktor des bischöflichen Konviktes St. Joseph, Joseph Wendel (später Bischof von Speyer und Kardinal-Erzbischof von München), rezensiert und empfohlen. Beide Speyerer Priester schreiben auch empfehlend auf den Innenklappen des Buchumschlages. Nikolaus Lauer führt dort aus:

„Pater Weber, ein gebürtiger Pfälzer, wirkt seit Jahren als Volksmissionar, Exerzitienmeister und religiöser Erzieher. Mit besonderer Liebe, Eindringlichkeit und Gründlichkeit wusste er mit geschliffenem Wort das Geheimnis Mariens im Heilsplan Gottes und im Weltenplan zu schildern. Aus dem Gebet und der Betrachtung, aus Studium und praktischer Seelsorgearbeit ist nun in 15 Jahren das erste Buch des Autors herangereift. ... Die Darstellung dieses umfangreichen und nicht immer leichten Glaubensstoffes erfolgt in mitreißender, stark bewegter und von persönlicher Überzeugungskraft getragener Form. Hinter dem Wort steht das Leben.“